# Lijst van postcodes 2000-2999 in Nederland
Hieronder volgt een lijst van postcodes 2000-2999 in Nederland:

## 2000-2099
- 2000-2037:  Haarlem
  - 2000-2010: Postbussen
  - 2011: Oude Stad
- 2040-2042: Zandvoort
- 2050-2051: Overveen (gemeente Bloemendaal)
- 2060-2061: Bloemendaal, Bloemendaal aan Zee
- 2063: Spaarndam-West (gemeente Haarlem)
- 2064: Penningsveer, Spaarndam-Oost, Spaarnwoude (gemeente Haarlemmermeer)
- 2065: Haarlemmerliede (gemeente Haarlemmermeer)
- 2070-2071: Santpoort-Noord (gemeente Velsen)
- 2080-2082: Santpoort-Zuid (gemeente Velsen)

## 2100-2199
- 2100-2106: Heemstede
- 2110-2111: Aerdenhout (gemeente Bloemendaal)
- 2114: Vogelenzang (gemeente Bloemendaal)
- 2116: Bentveld (gemeenten Zandvoort en Bloemendaal)
- 2120-2121: Bennebroek (gemeente Bloemendaal)
- 2130-2131: Hoofddorp (gemeente Haarlemmermeer)
- 2132: De Hoek, Hoofddorp (gemeente Haarlemmermeer)
- 2133-2135: Hoofddorp (gemeente Haarlemmermeer)
- 2136: Hoofddorp, Zwaanshoek (gemeente Haarlemmermeer)
- 2140-2141: Vijfhuizen (gemeente Haarlemmermeer)
- 2142: Cruquius (gemeente Haarlemmermeer)
- 2143: Boesingheliede (gemeente Haarlemmermeer)
- 2144: Beinsdorp (gemeente Haarlemmermeer)
- 2150-2152: Nieuw-Vennep (gemeente Haarlemmermeer)
- 2153: 't Kabel, Nieuw-Vennep (gemeente Haarlemmermeer)
- 2154: Burgerveen (gemeente Haarlemmermeer)
- 2155: Leimuiderbrug (gemeente Haarlemmermeer)
- 2156: Weteringbrug (gemeente Haarlemmermeer)
- 2157: Abbenes, Huigsloot, Vredeburg (gemeente Haarlemmermeer)
- 2158: Buitenkaag (gemeente Haarlemmermeer)
- 2159: Kaag (gemeente Kaag en Braassem)
- 2160-2163: Lisse
  - 2161: Lisse Centrum, Meerzicht, De Engel, Halfweg
  - 2162: Poelpolder, Lisse Rond
  - 2163: Meerenburgh, De Blinkerd
- 2165: Lisserbroek (gemeente Haarlemmermeer)
- 2170-2172: Sassenheim (gemeente Teylingen)
- 2180-2182: Hillegom
- 2190-2191: De Zilk (gemeente Noordwijk)

## 2200-2299
- 2200-2204: Noordwijk
  - 2201: Noordwijk Binnen
  - 2202: Noordwijk aan Zee
  - 2203: Noordwijk Binnen (noord)
  - 2204: Noordwijk aan Zee (noord) , Langevelderslag
  - 2210-2211: Noordwijkerhout
- 2215-2216: Voorhout
- 2220-2235: Katwijk
  - 2220 Postbussen
  - 2221 (Katwijk-Noord)
  - 2222 Industrieterrein 't Heen (Katwijk-Noord)
  - 2223 Katwijk aan den Rijn, (Molenwijk, Blekerij, Kwakkelwei, 't Sandt, Katwijkerbroek en De Pan)
  - 2224 Koestal, Witte Hek, Overduin (deels) (Katwijk aan Zee)
  - 2224 Koestal (deels in Katwijk aan den Rijn), Cleijn duin & Zanderij (vallen sinds 2006 onder Katwijk aan den Rijn)
  - 2225 Katwijk aan Zee (Rooie Buurt, oude dorp, Nieuw-zuid, Overduin (deels))
  - 2230-2231: Rijnsburg (gemeente Katwijk)
  - 2235: Valkenburg (gemeente Katwijk)
- 2240-2245: Wassenaar
- 2250-2254: Voorschoten
- 2260-2268: Leidschendam
- 2270-2275: Voorburg
- 2280-2289: Rijswijk
- 2290-2292: Wateringen
- 2295: Kwintsheul

## 2300-2399
- 2300-2334: Leiden
- 2340-2343: Oegstgeest
- 2350-2353: Leiderdorp
- 2355: Hoogmade
- 2360-2362: Warmond
- 2370-2371: Roelofarendsveen
- 2374: Oud Ade
- 2375: Rijpwetering
- 2376: Nieuwe Wetering
- 2377: Oude Wetering
- 2380-2382: Zoeterwoude
- 2390-2391: Hazerswoude-Dorp
- 2394: Hazerswoude-Rijndijk
- 2396: Koudekerk aan den Rijn

## 2400-2499
- 2400-2409: Alphen aan den Rijn
  - 2401: Gnephoek, Woubrugseweg, Heuvelweg, Weteringpark, Ambachtenbuurt-West, Ambachtenbuurt-Oost, Bedrijventerrein Heimanswetering, Stromenbuurt, Nuovaweg, Groenoord, De Heul
  - 2402: Woubrugseweg, Ridderbuurt, Herenweg, Horstenbuurt-Noord, Horstenbuurt-Zuid, Burgtenbuurt, Preludeweg, Componistenbuurt-Noord, Componistenbuurt-Zuid, Rijnoord, Planetenbuurt-Noord,  Planetenbuurt-Zuid
  - 2403: Steinenbuurt, Paddestoelenbuurt, Ericapark, Weidebloemenbuurt-Noord, Weidebloemenbuurt-Zuid, Edelstenenbuurt
  - 2404: Bedrijventerrein Rijnhaven-Oost, Zeeheldenbuurt, Bomenbuurt, Bospark, Paradijslaan
  - 2405: Emmalaan, Burgemeester Visserpark, Paradijslaan, Hazeveld, Gouwsluis
  - 2406: De Heul, Nieuwe Sloot, Lijsterlaan, Van Boetzelaerstraat, Beerendrecht
  - 2407: Steekterbuurt, Hoogendoornlaan
  - 2408: Europaplein, Evenaar-West, De Oude Wereld-West, De Oude Wereld-Oost, Evenaar-Oost, Zefierzijde, Vroonhoevebuurt, Archeon, Polderpeil-West
- 2410-2412: Bodegraven
- 2415: Nieuwerbrug
- 2420-2421: Nieuwkoop
- 2430-2432: Noorden
- 2435: Zevenhoven
- 2440-2441: Nieuwveen
- 2445: Aarlanderveen
- 2450-2451: Leimuiden
- 2460-2461: Ter Aar
- 2465: Rijnsaterwoude
- 2470-2471: Zwammerdam
- 2480-2481: Woubrugge
- 2490-2491: Den Haag
- 2492: Leidschenveen, Den Haag
- 2493-2495: Den Haag
- 2496-2498: Ypenburg, Den Haag

## 2500-2599
- 2500-2597: Den Haag
  - 2500-2509: Postbusnummers
  - 2511-2513: Centrum
  - 2514: Willemspark
  - 2515: Stationsbuurt
  - 2516: Binckhorst
  - 2517: Duinoord, Zorgvliet
  - 2518: Zeeheldenkwartier
  - 2521: Laakkwartier
  - 2522: Noordpolderbuurt
  - 2523-2524: Spoorwijk
  - 2525-2526: Schilderswijk
  - 2531-2533: Moerwijk
  - 2541: Morgenstond
  - 2542-2544: Bouwlust
  - 2545: Morgenstond
  - 2546-2547: Leyenburg
  - 2548: Wateringse Veld
  - 2551: Waldeck
  - 2552: Houtwijk
  - 2553: Kraayenstein
  - 2554: Kijkduin
  - 2555: Bohemen, Meer en Bos
  - 2561: Valkenboskwartier
  - 2562: Regentessekwartier
  - 2563: Valkenboskwartier
  - 2564: Vruchtenbuurt
  - 2565: Bomen- en Bloemenbuurt
  - 2566: Vogelwijk
  - 2571-2572: Transvaal
  - 2573-2574: Rustenburg/Oostbroek
  - 2581-2582: Geuzen- en Statenkwartier
  - 2583: Duindorp
  - 2584: Scheveningen
  - 2585: Archipelbuurt
  - 2586: Scheveningen
  - 2587: Belgisch Park
  - 2591-2592: Mariahoeve
  - 2593: Bezuidenhout
  - 2594: Marlot
  - 2595: Bezuidenhout
  - 2596: Benoordenhout
  - 2597: Duinzigt

## 2600-2699
- 2600-2629: Delft
- 2630-2632: Nootdorp
- 2635: Den Hoorn
- 2636: Schipluiden
- 2640-2643: Pijnacker
- 2645: Delfgauw
- 2650-2652: Berkel en Rodenrijs
- 2660-2662: Bergschenhoek
- 2665: Bleiswijk
- 2670-2673: Naaldwijk
- 2675: Honselersdijk
- 2676: Maasdijk
- 2678: De Lier
- 2680-2681: Monster
- 2684: Ter Heijde
- 2685: Poeldijk
- 2690-2694: 's-Gravenzande

## 2700-2799
- 2700-2729: Zoetermeer
  - 2700: Postbus
  - 2701: Postbus
  - 2702: Postbus
  - 2711: Stadscentrum
  - 2712: Dorp
  - 2713: Driemanspolder
  - 2715: Meerzicht-Oost
  - 2716: Meerzicht-West
  - 2717: Buytenwegh
  - 2718: Rokkeveen-Oost
  - 2719: Rokkeveen-West
  - 2721: Oosterheem-Oost
  - 2722: Palenstein
  - 2723: Seghwaert-Oost
  - 2724: Seghwaert-Midden
  - 2725: De Leyens
  - 2726: Buytenwegh De Leyens
  - 2727: Seghwaert-Noord
  - 2728: Noordhove
  - 2729: Oosterheem-West
- 2730-2731: Benthuizen
- 2735: Gelderswoude
- 2740-2743: Waddinxveen
  - 2740: Postbus
  - 2741: Ten oosten van het spoor
  - 2742: Ten westen van het spoor (exclusief Zuidplas)
  - 2743: Zuidplas
- 2750-2752: Moerkapelle
- 2760-2761: Zevenhuizen (Zuidplas)
- 2770-2771: Boskoop

## 2800-2899
- 2800-2809: Gouda
  - 2800: Postbus
  - 2801: Binnenstad
  - 2802: Korte Akkeren
  - 2803: Bloemendaal
  - 2804: Plaswijck
  - 2805: Noord
  - 2806: Kort Haarlem
  - 2807: Goverwelle
  - 2808: Stolwijkersluis
  - 2809: Westergouwe
- 2810-2811: Reeuwijk
- 2820-2821: Stolwijk
- 2825: Berkenwoude
- 2830-2831: Gouderak
- 2840-2841: Moordrecht
- 2850-2851: Haastrecht
- 2855: Vlist
- 2860-2861: Bergambacht
- 2865: Ammerstol
- 2870-2871: Schoonhoven

## 2900-2999
- 2900-2909: Capelle aan den IJssel
  - 2901: 's-Gravenland
  - 2902: Middelwatering-West
  - 2903: Middelwatering-Oost
  - 2904: Oostgaarde-Zuid
  - 2905: Oostgaarde-Noord
  - 2906: Schenkel
  - 2907: Schollevaar-Zuid
  - 2908: Schollevaar-Noord
  - 2909: Fascinatio
- 2910-2914: Nieuwerkerk aan den IJssel
  - 2910: Postbus
  - 2911: Ten zuiden van het spoor
  - 2912: Dorrestein en oude dorp
  - 2913: Ten noorden van de A20 en Kleine Vinke
  - 2914: Zuidplas
- 2920-2926: Krimpen aan den IJssel
- 2930-2931: Krimpen aan de Lek
- 2935: Ouderkerk aan den IJssel
- 2940-2941: Lekkerkerk
- 2950-2954: Alblasserdam 2951: Kerkbuurt, Redersbuurt
- 2957: Nieuw-Lekkerland
- 2959: Streefkerk
- 2960-2961: Kinderdijk
- 2964: Groot-Ammers
- 2965: Nieuwpoort
- 2967: Langerak
- 2968: Waal
- 2969: Oud-Alblas
- 2970-2971: Bleskensgraaf
- 2973: Molenaarsgraaf
- 2974: Brandwijk
- 2975: Ottoland
- 2977: Goudriaan
- 2980-2989: Ridderkerk
- 2990-2994: Barendrecht
- 2995: Heerjansdam